# Historicidade da Bíblia
Historicidade da Bíblia diz respeito à forma como a Bíblia é encarada de um ponto de vista historiográfico. A História é uma disciplina que lida com o estudo de vestígios e documentos de épocas pretéritas tendo por vista pensar, interpretar e reconstruir o passado. A Bíblia é um livro considerado sagrado por diversas denominações religiosas. Por séculos foi vista como um documento derivado diretamente da inspiração divina, e por isso o que ela narrava era tido como verdade inquestionável, e mesmo suas narrativas puramente "históricas" eram consideradas relatos fidedignos do que acontecera no passado. Não importava, então, o contexto cultural, político e social em que havia sido escrita, uma vez que o estudo deste livro estava limitado ao debate teológico, moral e doutrinal, e tampouco haviam sido desenvolvidos métodos e ferramentas de pesquisa que pudessem dar subsídios sólidos para uma crítica objetiva sobre a factualidade dos eventos que narra. 
Porém, ao longo do tempo alguns pensadores questionaram a veracidade de certas passagens. A crítica historiográfica baseada na abordagem científica ganhou força quando uma série de descobertas, entre elas o deciframento da escrita hieroglífica egípcia (1822), o deciframento da escrita cuneiforme acadiana (por volta de 1857) e escavações arqueológicas, começaram a trazer à luz muitas informações novas sobre o passado da região levantina, fazendo a Bíblia sair de seu isolamento teológico e ingressar no campo dos estudos acadêmicos seculares. Desde então, muito do seu conteúdo histórico tem sido descartado como mito, lenda, alegoria ou construção política e teológica, seja por ser pouco plausível, seja por não ter sido possível comprovar sua factualidade com fontes e dados externos ao próprio texto. Além disso, há muitas contradições internas e larga porção está baseada em alegações de milagres e intervenções divinas. Hoje os livros da Bíblia são tratados como documentos iguais a quaisquer outros, devendo ser lidos criticamente e comparados com outras fontes (textuais, arqueológicas, epigráficas, etc), para distinguir-se o que têm de informação valiosa para elucidar alguns fatos e eventos e entender como a tradição religiosa e cultural da região se articulou e desenvolveu, e o que não é confiável, possuindo elementos fantasiosos, tendenciosos e de redação tardia em relação aos fatos narrados.
Os especialistas que estudam a Bíblia hoje costumam ser divididos entre “minimalistas” e “maximalistas”. Os primeiros minimizam o uso do texto bíblico literal como fonte válida para a escrita da história de Israel, preferindo usar métodos de crítica textual, registros arqueológicos e comparação de fontes diferentes para a reconstrução da história antiga. Nesse grupo estão estudiosos famosos como Keith Whitelam e Thomas L. Thompson. Os segundos, representados por Pierre Bordreuil e Françoise Briquel-Chatonnet, entre outros, dão grande valor às informações do texto original e pretendem conservá-lo ao máximo. É difícil, contudo, fazer divisões muito claras entre essas “escolas” de estudiosos: Philip Davies, por exemplo, entende que os textos bíblicos são necessários para se reconstruir uma história do pensamento israelita. William G. Dever, Israel Finkelstein e Amihai Mazar fornecem análises sobre os interesses ideológicos  e o contexto social, cultural e político que influíram na redação. Para Mario Liverani a história de Israel se divide entre uma história "normal", construída a partir de uma diversidade de fontes, entre elas as arqueológicas, e uma história "inventada", a forma como os redatores bíblicos reinterpretaram o passado.

## Manuscritos e cânones

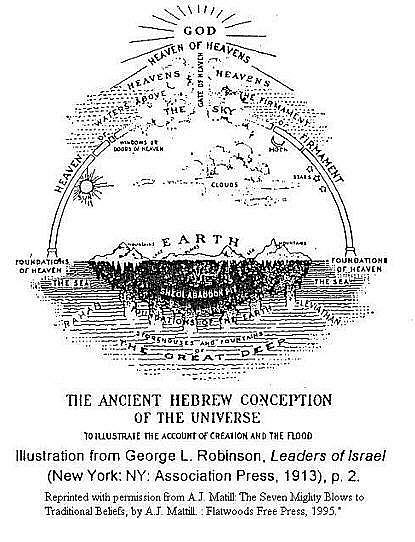
O conceito hebraico de Universo: o mundo é um disco ou círculo sobre pilares (Jó 9:6, 38, 6; Sl 75,4; 104, 5, 1Sm 2,8)

A Bíblia existe em múltiplos manuscritos, poucos deles autográficos, e múltiplos cânones, nenhum dos quais está completamente de acordo a respeito de quais livros têm suficiente autoridade para serem incluídos, nem a respeito de sua ordem.
Para determinar a precisão dos manuscritos copiados, os críticos textuais escrutinam a forma pela qual as transcrições passaram através da história para suas formas extensas. Múltiplas cópias podem ser agrupadas em tipos de textos, com alguns tipos julgados mais próximos do original hipotético que outros. As diferenças frequentemente acabam sendo mais do que meras variações pequenas e podem envolver, inclusive, interpolação de material central para questões de historicidade e doutrina.
Os livros que compõem a Bíblia Hebraica e o Antigo Testamento (os dois são quase - mas não exatamente - a mesma coisa) foram principalmente escritos em hebraico, com poucas exceções em aramaico. Hoje existem em várias tradições, incluindo o Texto Masorético, a Septuaginta (uma tradução grega amplamente usada no período do século III a.C. até o V d.C., e ainda vista como canônica por várias igrejas cristãs ortodoxas), a Torá Samaritana e outras. Variações entre essas tradições são úteis para reconstruir o texto original mais provável, e para traçar a história intelectual de várias comunidades judaicas e cristãs. Não há um consenso a respeito de quando o cânone bíblico foi consolidado.

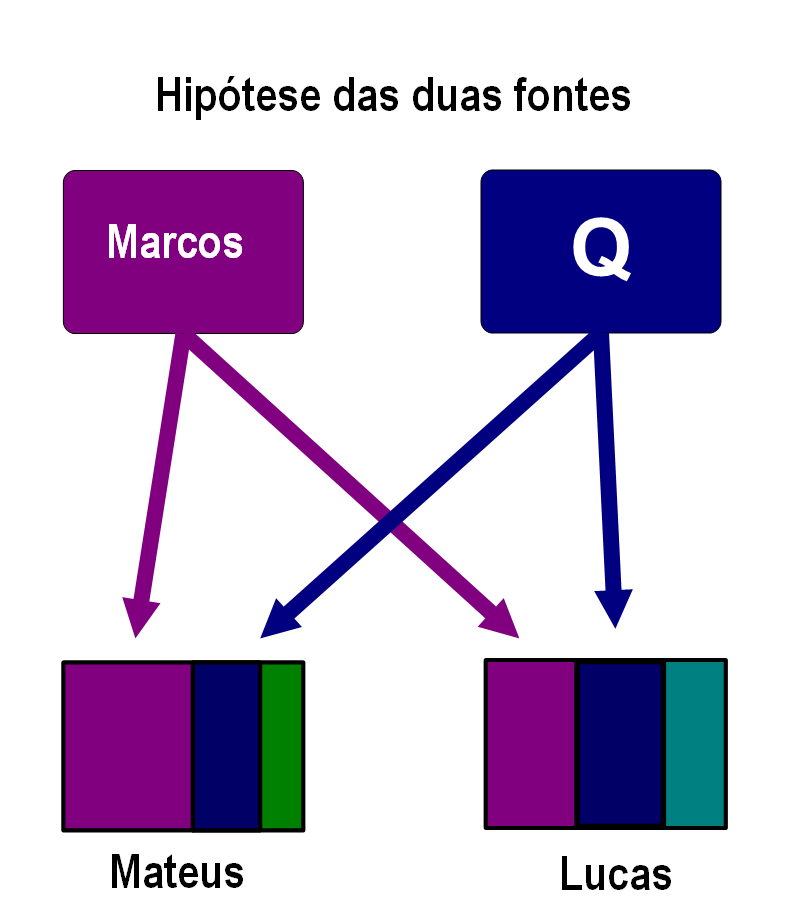
A hipótese das duas fontes propõe que os autores de Mateus e Lucas se basearam no Evangelho segundo Marcos e numa fonte hipotética chamada de "Q".

De acordo com a teoria da “primazia grega”, o Novo Testamento foi originalmente escrito em grego. No entanto, os textos originais foram perdidos. O que sobrevive são cópias escritas entre os séculos IV e XIV da nossa era. Existem mais de 5 mil cópias manuscritas em grego e 10 mil em latim. Quando outras línguas são incluídas, o total de cópias antigas chega a 25 mil. Entre os mais antigos manuscritos do Novo Testamento estão os códices Sinaítico e Vaticano datando do século IV Foram encontradas cópias fragmentárias dos evangelhos datando até o III e talvez final do II d.C.. Um códice, datado do século III, está sob custódia da biblioteca Bodmer, em Cologny, em Genebra. Outro, na coleção Chester Beatty, em Dublim.
Enquanto a autoria de pelo menos sete epístolas paulinas é praticamente indisputada, os especialistas não estão de acordo no que diz respeito aos outros livros do Novo Testamento. Os evangelhos sinópticos, por exemplo, possuem divergências consideráveis entre si, o que fez com que alguns especialistas considerassem uma “Hipótese das Duas Fontes” para explicar sua composição. Segundo essa teoria, os evangelhos de Mateus e Lucas teriam sido baseados no Evangelho de Marcos (tido como mais antigo) e em uma suposta "Fonte Q” (do alemão Quelle, ou "fonte"), mas esta teoria é controversa e outras possibilidades de composição foram apresentadas a partir de múltiplas fontes possíveis. A atribuição da autoria dos evangelhos aos próprios Marcos, Mateus, Lucas e João está descartada pelo consenso dos estudiosos. Os documentos tradicionais responsáveis por atribuir autoria aos evangelhos são contraditórios no que se refere à ordem de produção dos sinópticos.

## Crítica histórica

### Bíblia hebraica
Até o século XVIII, a crença geral entre os cristãos era de que a Terra fora criada quatro mil anos antes do nascimento de Jesus, e que o Jardim do Éden, o Dilúvio, a Torre de Babel, as histórias de Abraão e o Êxodo retratassem eventos reais, constituindo uma história genuína da Criação à fundação de Israel. A sacralização do texto impedia uma crítica objetiva dos fatos narrados e impunha ao historiador uma tutela na escrita da história, de modo que a escrita da história de Israel permanecia sendo praticamente apenas uma paráfrase do texto bíblico. No entanto, sempre houve uma tradição crítica também, datando até pelo menos Agostinho de Hipona (354-430). A tradição judaica manteve igualmente uma postura crítica em sua abordagem da história bíblica primeva. O influente filósofo medieval Maimônides mantinha uma ambiguidade cética em relação à criação “a partir do nada” e considerava as histórias de Adão mais como “antropologia filosófica do que histórias reais cujo protagonista fosse o primeiro homem”. Mas na ausência de explicações históricas e informações de credibilidade, os relatos do Gênesis eram amplamente tomados como a última autoridade, e raramente contrariados.
Galileu Galilei é o nome mais fortemente associado à primeira contestação científica à autoridade bíblica. No entanto, o universo heliocêntrico era suficientemente periférico na ontologia bíblica para ser acomodado, como é nítido em sua aceitação pelos fundamentalistas de hoje. Foi, na verdade, o nascimento da geologia, marcado pela publicação  de Teoria da Terra de James Hutton em 1788, que colocou nos trilhos a revolução intelectual que iria destronar o Gênesis como a principal autoridade em matéria de pré-história e Terra primordial. A primeira vítima foi a história da Criação mesma, e no começo do século XIX “nenhum cientista responsável lutava pela credibilidade literal do relato mosaico da criação”. O dilúvio se manteve vivo na nascente disciplina, até que Adam Sedgwick, o presidente da Sociedade Geológica, tornasse público que “Deveríamos, com efeito, ter pensado melhor antes de termos adotado a teoria do Dilúvio, e ter relacionado todos os saibros arenosos superficiais à ação do dilúvio mosaico. Pois pelo homem, e pela obra de suas mãos, nós ainda não encontramos nenhum único traço entre os vestígios do mundo antigo nesses depósitos.” 
Tudo isso deixou o “primeiro homem” e seus descendentes putativos na incômoda posição de serem despojados de todo o contexto histórico até que Charles Darwin naturalizasse o Jardim do Éden com a publicação de A Origem das Espécies em 1859. A aceitação pública dessa revolução científica foi, e continua sendo, desigual, mas a comunidade acadêmica na sua maioria logo chegou a um consenso, que ainda assume hoje, de que Gênesis 1-11 é um trabalho literário altamente esquemático representando teologia e mitologia mais do que história.

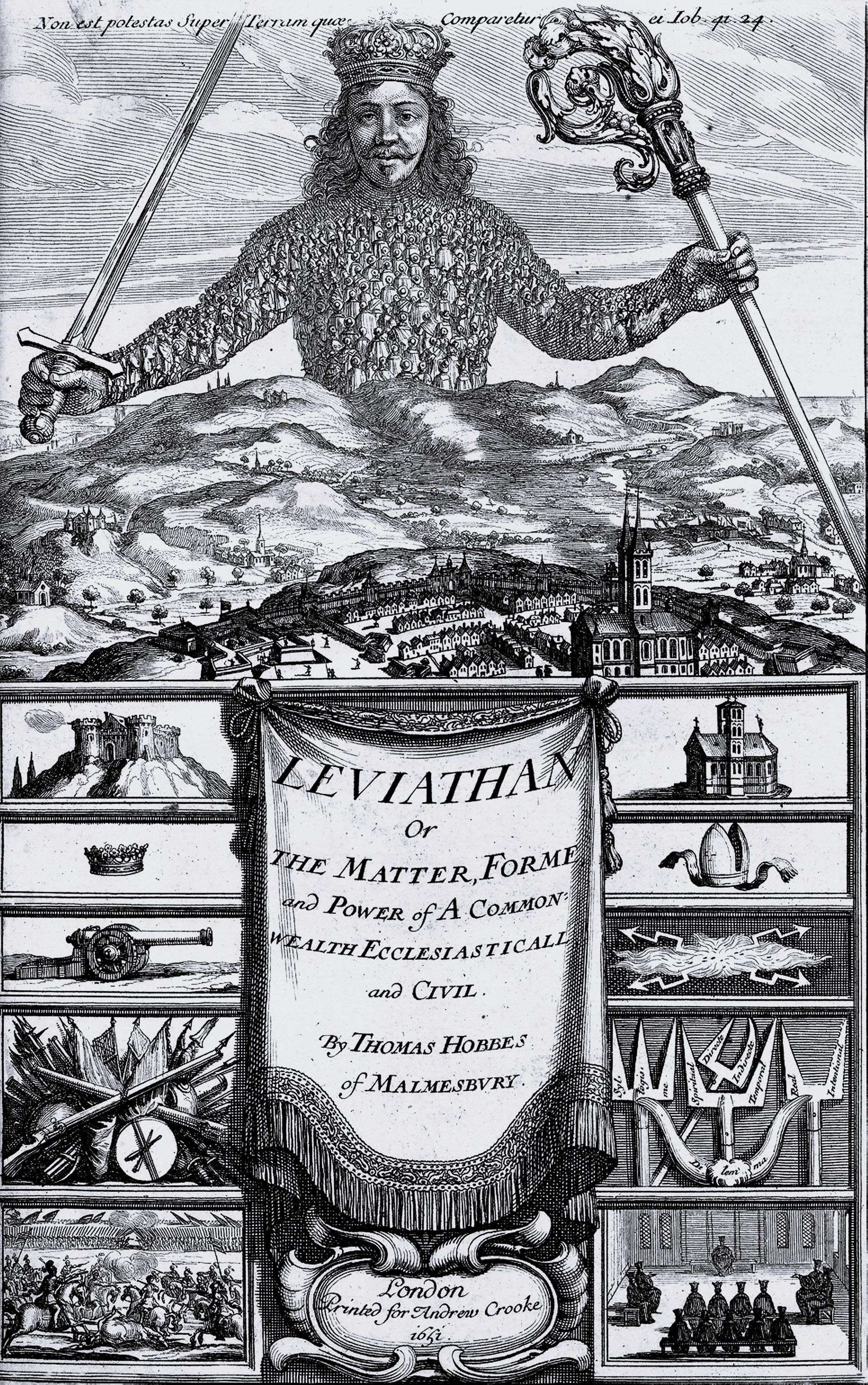
Fronstipício do Leviatã de Hobbes

Um pilar central da autoridade bíblica era a tradição de que ela havia sido composta pelos principais atores ou testemunhas visuais dos eventos descritos – o Pentateuco era a obra de Moisés, o livro de Josué fora escrito por Josué, e assim por diante. Mas a Reforma Protestante trouxe os textos reais a uma audiência muito maior, o que, combinado ao crescimento de um clima de fermento intelectual no século XVII que fora o começo da era do iluminismo, jogou uma forte luz cética sobre essas reivindicações tradicionais. Na Inglaterra protestante, o filósofo Thomas Hobbes em sua obra maior, o Leviatã, negou a autoria mosaica ao Pentateuco, e identificou Josué, Juíses, Samuel, Reis, I Crônicas e II Crônicas como tendo sido escritos muito tempo depois dos eventos que pretendiam descrever. Suas conclusões se fiavam em evidência textual interna, mas em um argumento que parece ressoar os debates modernos, ele afirmou: “Quem foram os escritores originais dos vários livros das Escrituras Sagradas não é algo que foi tornado evidente por nenhum testemunho de outra História.”
O filósofo e panteísta judeu Baruch Spinoza ecoou as dúvidas de Hobbes sobre a proveniência dos livros históricos em seu Um Tratado Político-Teológico, publicado em 1670, e elaborou a sugestão de que a redação final destes textos era pós exílica, realizada sob os auspícios de Esdras (Capítulo IX). Ele havia sido anteriormente excomungado pelo concílio rabínico de Amsterdam por suas heresias. O padre francês Richard Simon trouxe essas visões críticas para a tradição católica em 1678, observando que “a maior parte das Escrituras Sagradas que chegaram até nós não são senão sumários e abreviações de Atos antigos que eram mantidos nos Registros dos Hebreus”, no que foi provavelmente a primeira obra de crítica bíblica no sentido moderno.
Em resposta, Jean Astruc, aplicando ao Pentateuco o método da crítica de fontes comum nas análises de textos clássicos seculares, acreditou poder detectar quatro diferentes tradições manuscritas, que ele clamava terem sido compiladas pelo próprio Moisés. Seu livro de 1753 iniciou os especialistas no que ficou conhecido como “alta crítica”, que culminou com Julius Wellhausen formalizando a hipótese documental em 1870, que em várias formas modificadas domina ainda a compreensão da composição das narrativas a partir de uma diversidade de fontes.

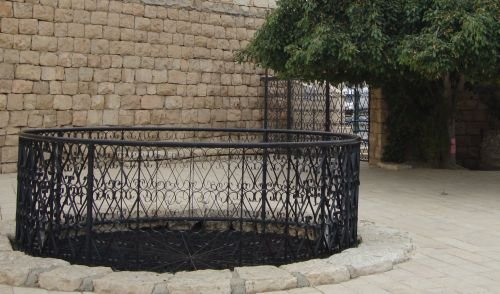
Poço em Bersebá que a tradição alega ter pertencido a Abraão

No final do século XIX o consenso dos especialistas era que o Pentateuco era uma obra de muitos autores realizada entre 1000 (Tempo de Davi) e 500 a.C. (Tempo de Esdras), e posta por escrito apenas por volta de 450 a.C., e em consequência, qualquer história que contivessem era mais provavelmente questionável do que estritamente factual – uma conclusão reforçada pelas posteriores refutações científicas do que então eram classificadas como mitologias bíblicas. Nas décadas seguintes, Hermann Gunkel chamou a atenção para os aspectos míticos do Pentateuco, e Albrecht Alt, Martin Noth e a escola da Crítica da Tradição alegaram que, embora o núcleo dos relatos tivesse raízes antigas genuínas, as narrativas em si eram uma elaboração ficcional e não tinham a intenção de ser história no sentido moderno. Apesar de muitas dúvidas terem sido lançadas sobre as reconstruções historiográficas dessa escola (particularmente a noção de tradição oral como fonte antiga primária), muito de sua crítica a respeito a historicidade bíblica encontrou ampla aceitação. Gunkel observou que “se, contudo, considerarmos figuras como Abraão, Isaac e Jacó como sendo pessoas reais, sem bases míticas, isso não quer dizer de forma alguma que eles são figuras históricas. [...] Pois mesmo se, como se pode assumir, houve um dia um homem chamado Abraão, todo mundo que conhece a história das lendas sabe que a lenda não é capaz de preservar uma memória da piedade pessoal de Abraão, considerando a distância de tantos séculos. A ‘religião de Abraão’ é, na realidade, a religião dos narradores da lenda que eles atribuíram a Abraão”.

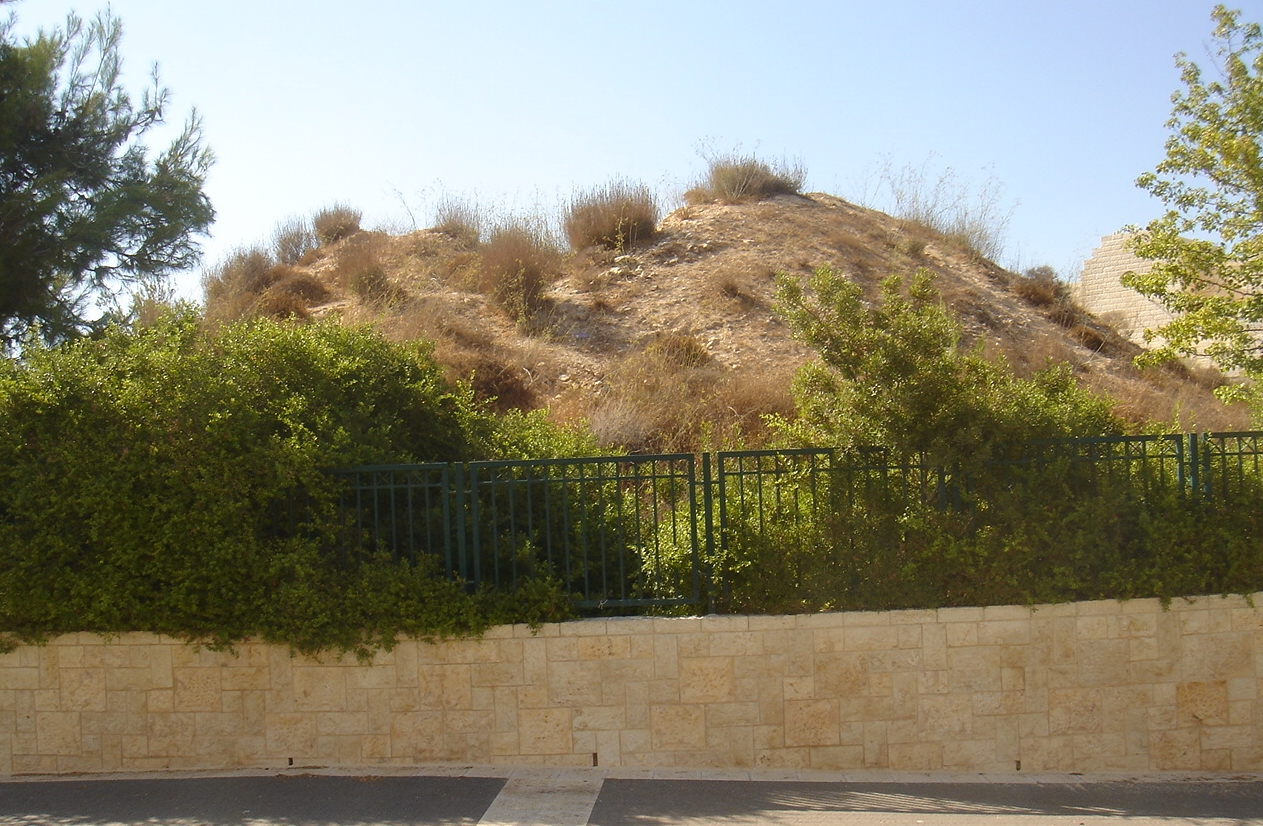
O Tumulus 2 em Jerusalém, escavado por Albright em 1923

Nos Estados Unidos o movimento da arqueologia bíblica, sob a influência de William Albright, contratacou, argumentando que em linhas gerais as narrativas eram também elas verdadeiras, de forma que enquanto os estudiosos não poderiam realisticamente esperar comprovar ou contrariar episódios individuais da vida de Abraão e outros patriarcas, esses eram indivíduos reais que poderiam ser colocados num contexto provado pela evidência arqueológica. Hoje, apenas uma minoria de estudiosos trabalha nesta corrente, motivados principalmente por convicção religiosa. Um dos problemas da arqueologia bíblica tradicional era que seu objetivo primário era encontrar evidências arqueológicas que confirmassem a narrativa bíblica, e não questioná-la a partir de achados que não a confirmassem, interpretando seletivamente as evidências e resistindo em incorporar a metodologia da moderna arqueologia processual. Depois da morte de Albright sua escola passou a receber crescentes críticas, que culminaram nos trabalhos de Thomas L. Thompson e John van Seters, os principais responsáveis por uma mudança de paradigma nos estudos e arqueologia da Bíblia, levando os estudiosos a descartar a historicidade das narrativas sobre os patriarcas. Segundo Thompson, "não só a arqueologia não conseguiu confirmar nenhum evento da tradição patriarcal como sendo histórico, como também não demonstrou que qualquer coisa da tradição tenha alguma probabilidade de ter ocorrido. Deve-se concluir que qualquer historicidade [...] dos patriarcas do Gênesis dificilmente é possível e é totalmente improvável". De acordo com William Dever, "as teses centrais [de Albright] foram todas superadas, parcialmente por novos avanços na crítica bíblica, mas principalmente pela continuada pesquisa arqueológica de jovens americanos e israelenses aos quais ele mesmo encorajou. [...] A ironia é que, no longo prazo, foi essa mais nova arqueologia 'secular’ que contribuiu mais para os estudos bíblicos, e não a ‘arqueologia bíblica’.”

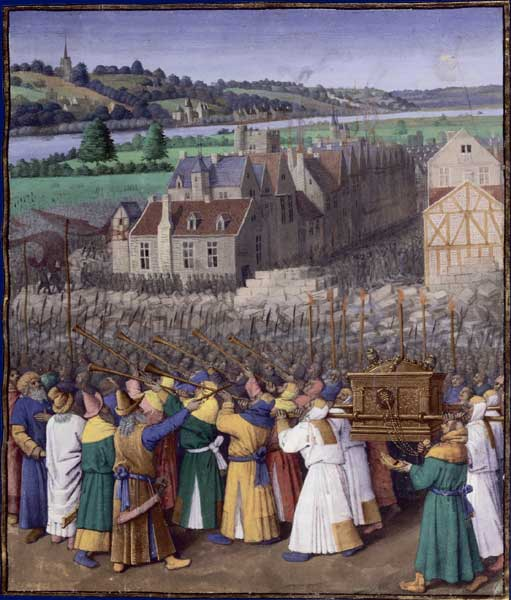
Iluminura medieval ilustrando a queda de Jericó

A história acadêmica da história deuteronômica é paralela àquela do Pentateuco: a escola de história europeia alegou que a narrativa não era confiável e não poderia ser usada para construir uma história narrativa; a escola americana de Albright afirmou que ela poderia se testada pelos vestígios arqueológicos. As técnicas arqueológicas modernas se provaram cruciais em decidir a questão. O caso de teste foi o livro de Josué e seu relato da rápida e destrutiva conquista das cidades de Canaã: mas nos anos 1960 tinha se tornado bastante claro que o registro arqueológico na realidade não legitimava o relato da conquista dado em Josué. As cidades que a Bíblia diz terem sido destruídas pelos israelitas eram desabitadas na época, ou, quando destruídas, foram destruídas em tempos muito distintos, e não em um período curto. O exemplo mais famoso foi a “queda de Jericó”, quando novas escavações dos anos 1950 por Kathleen Kenyon revelaram que a cidade já havia sido abandonada no tempo de Josué.
A respeito da arqueologia da suposta conquista de Canaã, o arqueólogo Amihai Mazar escreveu: “Na narrativa das peregrinações dos israelitas no livro de Números está incluída uma batalha contra 'o rei de Arad, o cananeu, que habitava o Negueb' (Números 21,1) [...]. Uma pesquisa arqueológica minuciosa no oásis de Cades-Barne não revelou um fragmento sequer da Idade do Bronze Recente ou da Idade do Ferro I. O lugar só foi povoado durante o terceiro milênio a.C. e depois na época da monarquia israelita, quando uma fortaleza real foi estabelecida. Também as extensas pesquisas no vale de Arad não revelaram nenhuma evidência de assentamento cananeu na Idade do Bronze Recente.” E continua: “A descrição da conquista de Hai detalha a sua localização. [...] Uma prolongada lacuna na ocupação se seguiu à grande cidade da Idade do Bronze Antigo em Hai até que uma pequena aldeia foi estabelecida lá durante o assentamento israelita nos séculos XI e X a.C. Essa ausência de alguma cidade cananeia do Bronze Recente no sítio ou vizinhanças contradiz a narrativa de Josué 8 e mostra que ela não foi baseada na realidade histórica, a despeito de sua plausibilidade topográfica e tática". No que é seguido por Finkelstein e Na’aman: “A combinação da pesquisa arqueológica e histórica demonstra que o relato bíblico da conquista de Canaã é inteiramente divorciado da realidade histórica”. Conclusões semelhantes foram expostas por Robert Coote e Niels Peter Lemche. De fato, é consenso acadêmico que não houve uma “conquista” da Palestina na Era do Ferro I. Conforme discorreu John Laughlin, "todas as interpretações de uma invasão militar em grande escala por nômades do deserto, sejam eles 'israelitas' ou qualquer outro grupo, se provaram falsas".

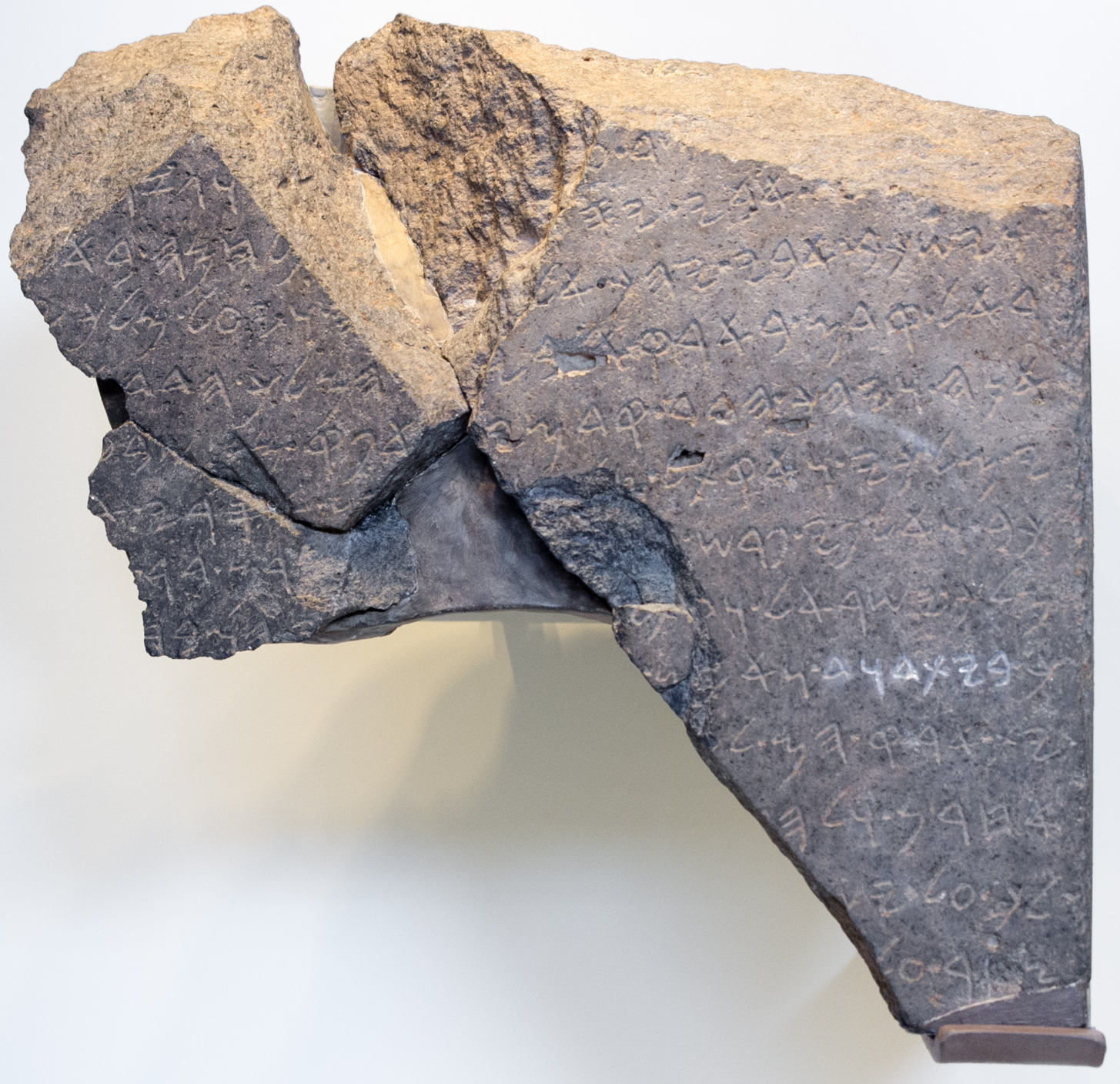
A Estela de Tel Dã

Grande parte do debate entre maximalistas e minimalistas se situa em torno da existência ou não dos reinados de Davi e Salomão, já que toda a história bíblica anterior à monarquia é considerada uma construção póstuma. As conquistas de Davi e Salomão não são mencionadas em relatos de outras culturas. Para autores como Philip Davies e Thomas Thompson (tidos como minimalistas), o mais provável é que esses reinados sequer tenham existido, já que não existem fontes arqueológicas que corroborem a existência de uma grande unidade política na Palestina desse período. Culturalmente, o colapso da Era do Bronze foi um período de empobrecimento cultural geral de toda a região do Levante, tornando difícil considerar a existência de qualquer larga entidade política tal qual o reino Davídico, cujos aspectos culturais parecem melhor representar o reinado tardio de Ezequias ou Josias mais do que as condições políticas e econômicas dos séculos XI e X a.C. A ideia da criação dos mitos de Davi e Salomão é explorada detalhadamente por Israel Finkelstein e Neil Asher Silberman No que diz respeito à historicidade dos reis Davi e Salomão, a descoberta de uma inscrição supostamente do final do século IX a.C. na estela de Tel Dã no norte de Israel, que contém uma palavra traduzida como "Casa de Davi", não foi capaz de decidir o debate, pois a tradução e datação foram questionadas.
Trabalhos sobre a inexistência dum estado centralizado israelense na época de Davi e Salomão foram realizados por Jessica N. Whisenant, David Ussishkin Nadav Na’aman, Margreet Steiner, Whitelam e Franken, Killebrew, entre outros. 
Sobre a existência de um grande reino hebreu no século X a.C. Thomas L. Thompson, um dos principais estudiosos minimalistas, escreveu:
“Não há evidência para uma Monarquia Unida, não há evidência de uma capital em Jerusalém ou de qualquer força política unificada e coerente que tenha dominado a Palestina ocidental, muito menos de um Império do tamanho descrito pelas lendas. Nós não temos sequer evidência para os reis chamados de Saul, Davi e Salomão; nem temos evidências para qualquer templo em Jerusalém nesse período antigo. O que nós já sabemos sobre Israel e Judá do século X a.C. não nos permite interpretar essa falta de evidência como um abismo no nosso conhecimento e informação sobre o passado, um resultado da mera natureza acidental da arqueologia. Não há nem espaço nem contexto, nem artefato ou arquivo que aponte para tais realidades históricas na Palestina do século X a.C. Não se pode falar historicamente de um Estado sem população. Nem de uma capital sem cidade. Narrativas não são o suficiente".

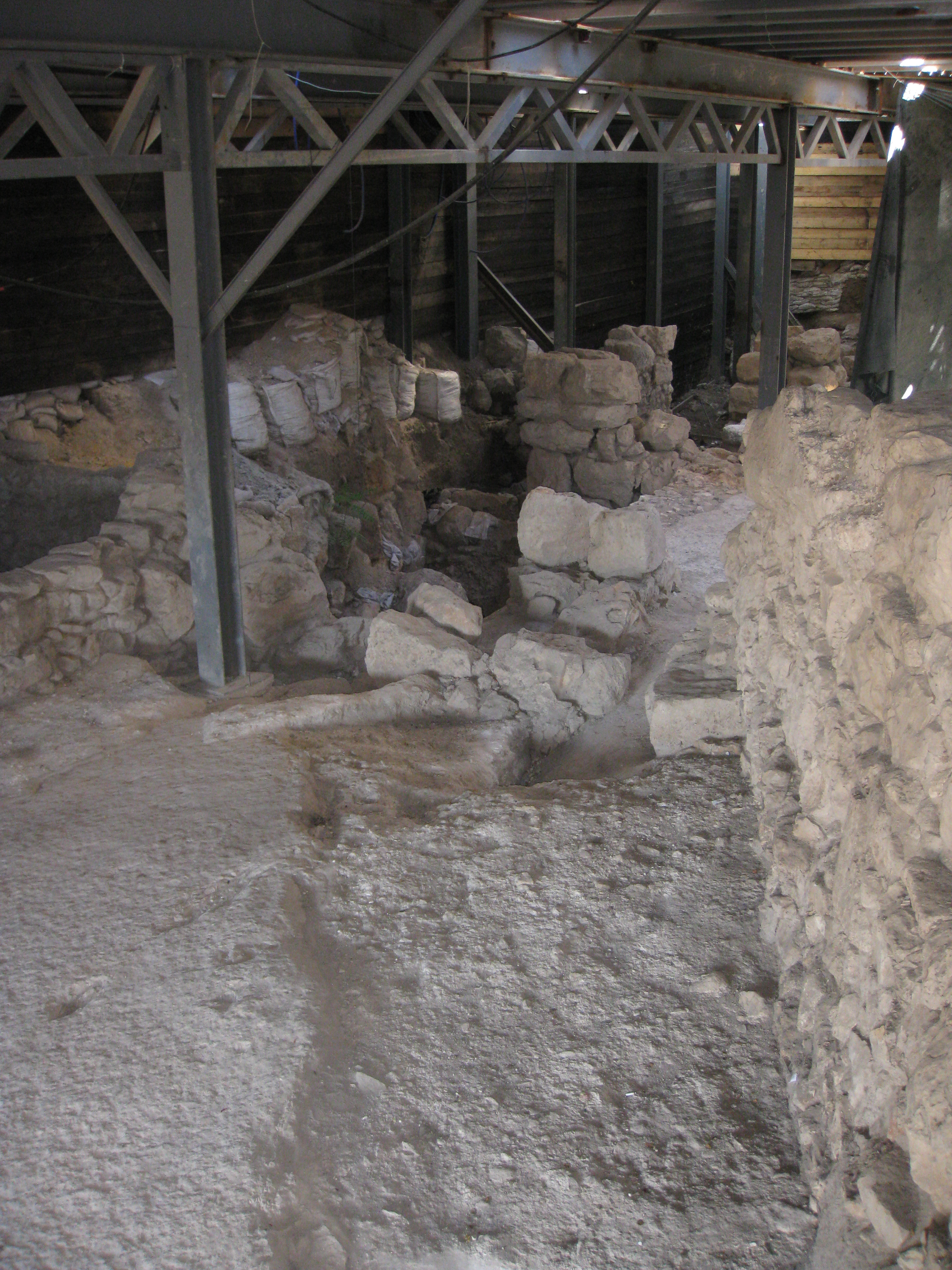
Parte de uma das grandes estruturas de pedra da Cidade de Davi

No entanto, William G. Dever e Amihai Mazar (tidos como maximalistas) defendem a historicidade dos reis e seus reinos, embora em patamares muito mais modestos do que aqueles desenhados pelo relato bíblico. De toda a forma, as evidências arqueológicas do período são extremamente contrárias à existência de um grande reino hebraico nesse período. De acordo com o arqueólogo Amihai Mazar, “nos podemos descrever a Monarquia Unificada como um Estado num primeiro estágio de desenvolvimento, longe de ser um Estado rico e de larga extensão como o relato bíblico”. Mario Liverani, um dos mais importantes historiadores italianos do Israel antigo, diz que é necessário evitar extremismos na leitura da Bíblia, como a negação ou repetição de seu relato na íntegra, criticando tanto literalistas quanto os extremamente céticos.
Escavações recentes em Khirbet Qeiyafa, onde foi descoberto o que parece ser uma grande cidadela, e o achado de duas grandes estruturas de pedra na Cidade de Davi em Jerusalém, foram propostas como apoios à existência de um reino de significativo poder regional no século X a.C., mas as alegações foram contestadas e não se formou um consenso sobre a natureza, significado e datação dessas estruturas.
Existem também problemas cronológicos para esse período da história. Os livros de Samuel claramente apresentam muitos anacronismos para terem sido um relato de época. Por exemplo, existe menção de muitos elementos que só foram documentados com segurança bem mais tarde, como um certo tipo de armadura (1 Samuel 17:4-7, 38-39; 25:13), uso de camelos (1 Samuel 30:17) e cavalaria (distinta de carruagem) (1 Samuel 13:5, 2 Samuel 1:6), picaretas e machados de ferro (2 Samuel 12:31), técnicas sofisticadas de cerco (2 Samuel 20:15), um exército enorme (2 Samuel 17:1), uma batalha com 20 mil vítimas (2 Samuel 18:7), e referências a forças paramilitares e servos cuxitas, claramente dando evidência para uma época em que os cuxitas eram comuns, o que só aconteceu após a décima sexta dinastia do Egito, no último quartel do século VIII a.C. Em Daniel as informações dadas não batem com o que conhecemos da história, por exemplo, em Daniel 6,1 "e Dario, o medo, tomou o poder, estando já com a idade de sessenta e dois anos" (Ciro, o persa, havia submetido a Babilônia).

### Novo Testamento

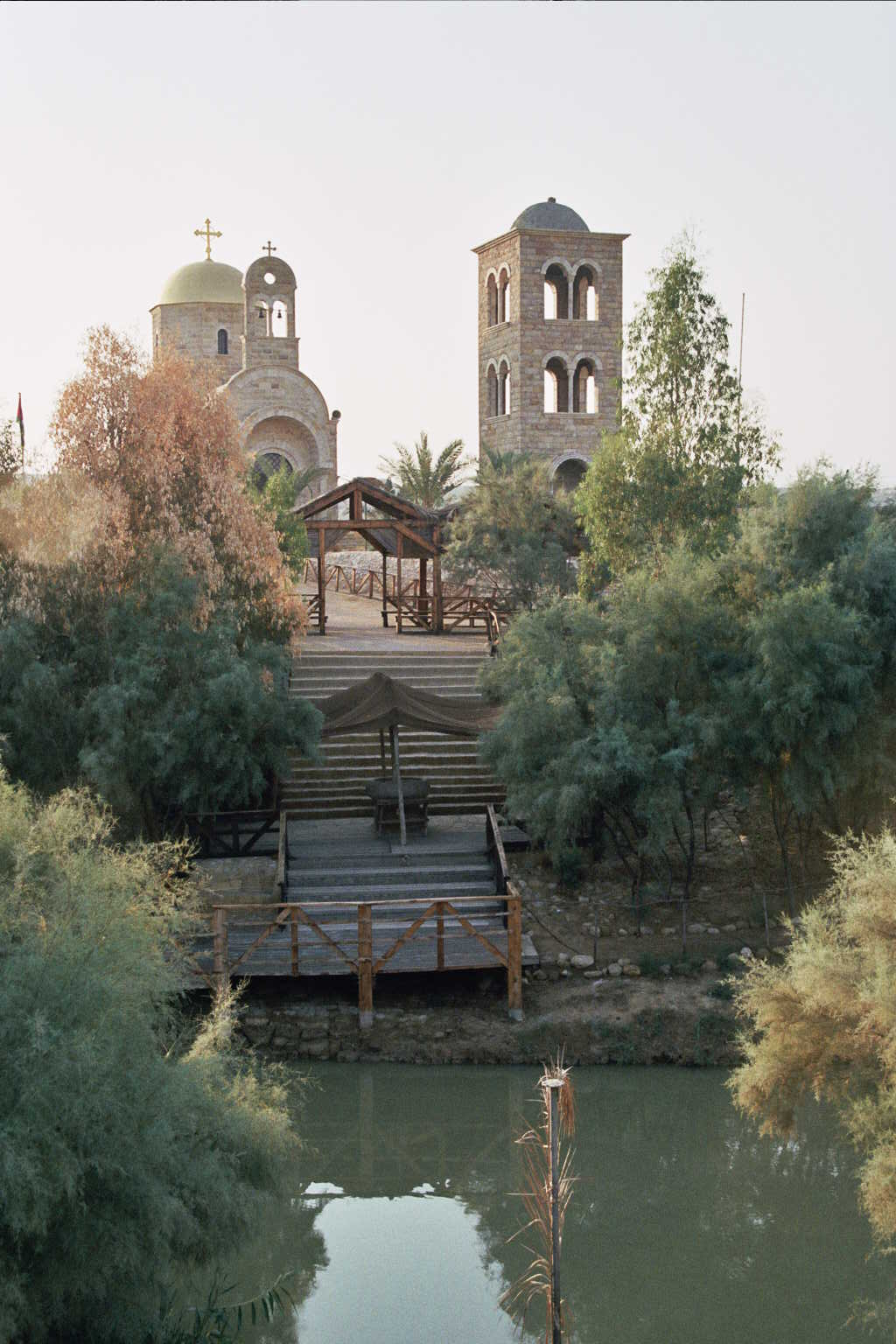
Qasr el Yahud, o lugar tradicionalmente apontado como local do batismo de Jesus.

A historicidade, os ensinamentos e a natureza de Jesus estão atualmente em debate entre os estudiosos bíblicos. A “Busca do Jesus histórico” começou no século XVIII, e continua até nossos dias. Os estudos recentes mais importantes vieram na década de 1980 e 1990, com o trabalho de J.D. Crossan, James D.G. Dunni, John P. Meier, E.P. Sanders e N.T. Wright estando entre os autores mais lidos e discutidos. 
A fiabilidade histórica dos evangelhos diz respeito ao caráter dos quatro evangelhos do Novo Testamento como documento histórico. Esses evangelhos, o Evangelho segundo Mateus, o Evangelho segundo  Marcos, O Evangelho segundo Lucas e o Evangelho segundo João recontam a vida, o ministério, a crucificação e a ressurreição de Jesus. O evangelho de Marcos é considerado o mais antigo. Mateus e Lucas trazem adições. O quarto evangelho, o de João, difere amplamente dos outros três.
As fontes escritas sobre Jesus são poucas e tardias, e embora nos círculos religiosos o Novo Testamento permaneça considerado essencialmente uma fonte confiável, entre os estudiosos seculares há uma larga discordância sobre a historicidade de muitos episódios descritos nos evangelhos, sobre os detalhes da vida de Jesus, e sobre a natureza e significado dos seus ensinamentos. Poucos eventos mencionados nos evangelhos receberam uma larga aceitação, e sobre Jesus particularmente, somente sua existência, seu batismo por João Batista e sua crucificação são quase universalmente aceitos como históricos. Sobre todo o restante ainda há grandes disputas e diferentes graus de aceitação. A natureza de seu ministério é também objeto de muita controvérsia, havendo diferentes escolas que preferem vê-lo ora como um profeta apocalíptico, ora como um curador carismático, um filósofo cínico, um messias judaico ou um profeta da mudança social.
A maioria dos estudiosos do Novo Testamento concorda que os evangelhos não foram escritos por testemunhas oculares dos eventos narrados, e representam não uma história no senso moderno, mas a ideologia teológica das comunidades onde surgiram, sendo compilados a partir de várias fontes em torno dos anos de 68-110. Muitos historiadores, por exemplo, apontaram que o Evangelho segundo Marcos mostra sinais de falta de conhecimento geográfico, político e religioso acerca da Palestina na época de Jesus. Portanto, a opinião mais comum hoje é a de que o autor é desconhecido e que o relato foi criado em um local e uma época distantes dos eventos narrados. Os autores de Mateus e Lucas provavelmente construíram seu relato sobre o de Marcos.

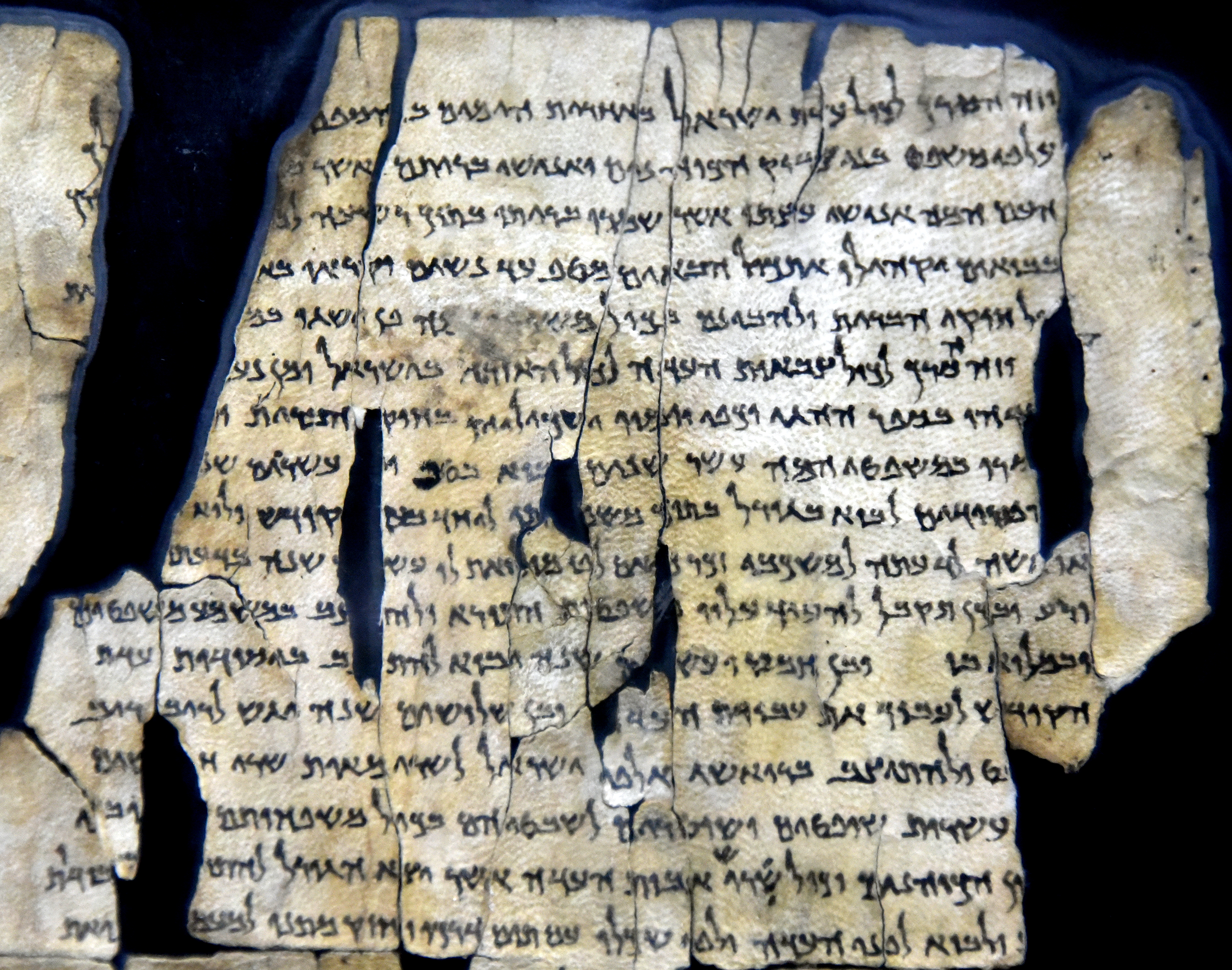
Um dos fragmentos dos Manuscritos do Mar Morto

As epístolas de Paulo são normalmente datadas da década de 50 do século I. Como Paulo fala muito pouco da vida de Jesus e de suas atividades, essas são de pouca ajuda na determinação de fatos sobre a trajetória de Jesus, embora possam conter referências importantes dadas a Paulo por testemunhas de Jesus. A descoberta dos Manuscritos do Mar Morto iluminou o contexto da Palestina do primeiro século, apresentando uma diversidade de informações sobre crenças judaicas, expectativas e ensinamentos. Por exemplo, a expectativa da vinda do messias, as beatitudes do Sermão da Montanha e muito mais do movimento cristão antigo, são entendidos não como especificidades cristãs, mas como traços comuns no judaísmo dessa época.
Inscrições arqueológicas e outras fontes independentes confirmam que existe bastante informação confiável nos Atos dos Apóstolos sobre alguns aspectos da vida no século I, especialmente no que diz respeito a sociedade, títulos de oficiais, divisões administrativas, organização das assembleias cívicas e regras do templo de Jerusalém. Contudo, há várias contradições entre o que narra Paulo e o que os Atos dizem, especialmente em aspectos da Lei e teologia, do apostolado de Paulo e sua relação com a Igreja de Jerusalém.

## Crítica textual

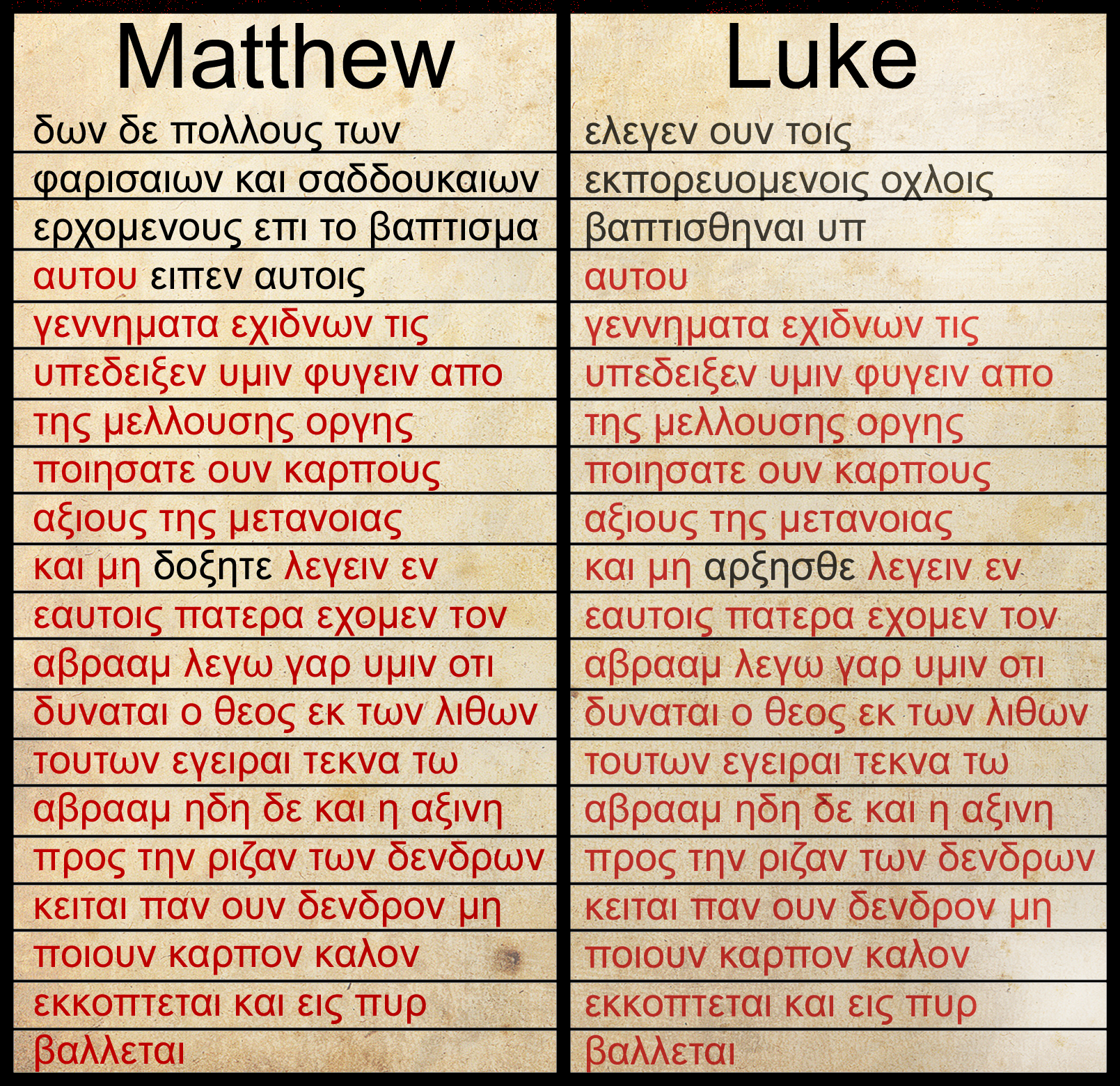
Análise palavra por palavra dos evangelhos sinópticos. Essa é uma das técnicas da crítica textual empregada pelos historiadores ao ler os documentos cristãos

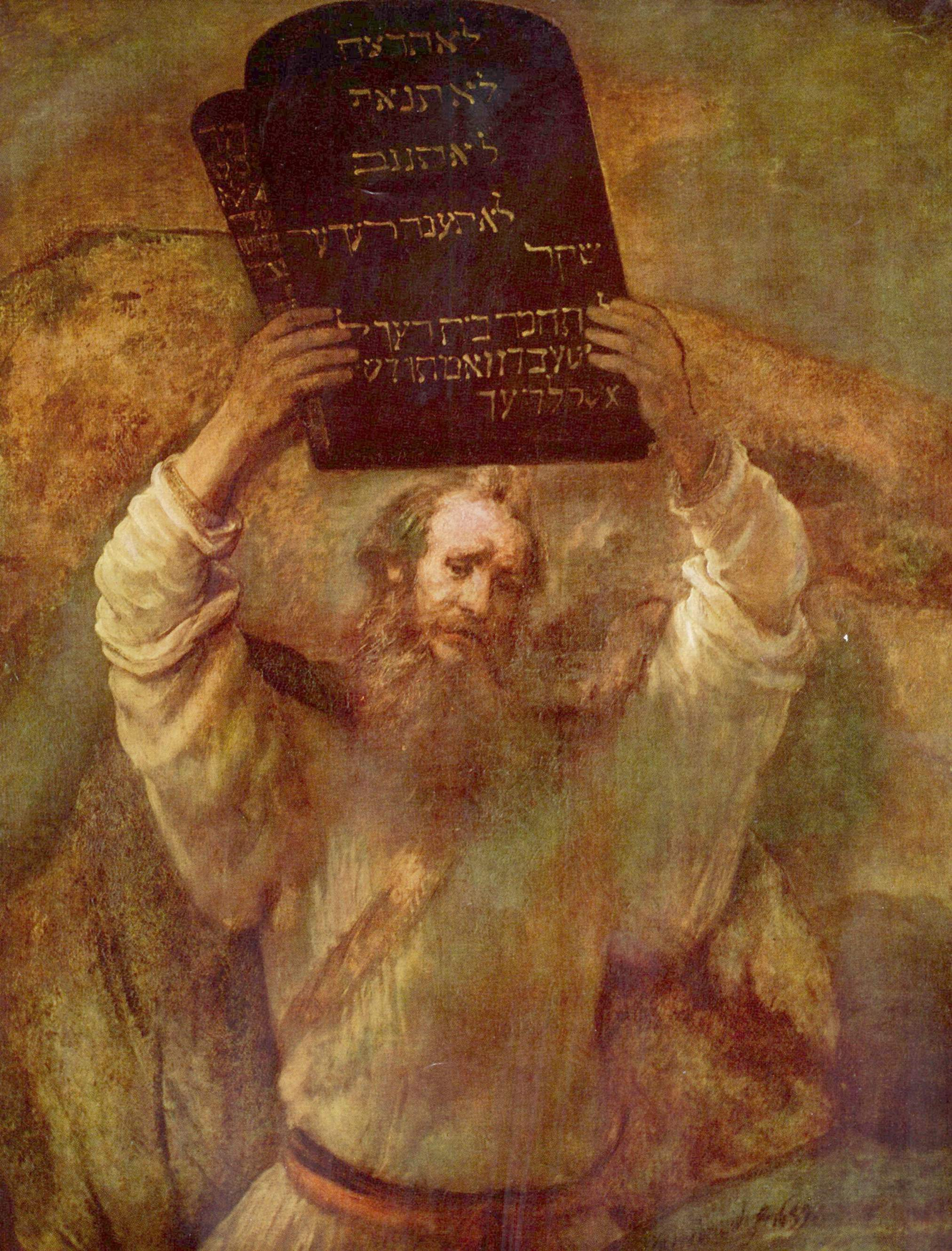
Moisés com as Tábuas da Lei, pintura de Rembrandt, na Gemäldegalerie, Berlim

A escola da crítica textual deu seus primeiros passos no início do século XX, quando os manuscritos hebraicos mais antigos começaram a se tornar disponíveis, e está interessada principalmente na análise da autenticidade, autoria, integridade e coerência do texto, estudo das fontes, traduções, formas de transmissão e variantes, buscando estabelecer qual a redação mais próxima do texto canonizado mais antigo a partir das cópias tardias que sobreviveram. É um consenso que a maior parte da Bíblia passou por um longo processo de elaboração a partir de múltiplas fontes, que foram copiadas, recopiadas, editadas e modificadas múltiplas vezes até a consolidação do cânone. Mesmo no texto canônico permanecem visíveis muitos traços desse processo editorial secular na forma de contradições, repetições, interpolações tardias e outras anomalias, o que tem gerado muitas controvérsias e trazido problemas para a interpretação do texto, afirmação de doutrinas e determinação da historicidade.
Segundo a Cambridge History of The Bible, "o que é claro é que nenhuma explicação para a forma presente do material [a Bíblia] é possível sem o reconhecimento da presença de elementos divergentes – sobreposições, duplicações e mesmo contradições no material apontam para isso". Alexander Jones, editor da Bíblia de Jerusalém, salienta que a presença de “um problema literário é fato inegável para quem se inclina atentamente sobre os textos. Desde as primeiras páginas do Gênesis encontram-se duplicatas, repetições e discordâncias: dois relatos das origens, que apesar de suas diferenças, contam de maneira dupla a criação do homem e da mulher (1, 1-2,4a e 2,4b-3,24); duas genealogias de Caim-Cainã (4,17 e 5,12-17); dois relatos combinados do dilúvio (6-8). Na história patriarcal, há duas apresentações da aliança com Abraão (Gn 15 e 17); duas expulsões de Agar (16 e 21); três relatos da desventura da mulher de um patriarca em país estrangeiro (12, 10-20; 20; 26,1-11); provavelmente duas histórias combinadas de José e de seus irmãos nos últimos capítulos do Gênesis. Em seguida, há dois relatos da vocação de Moisés (Ex 3, 1-4, 17 e 6,2-7,7), dois milagres da água em Meriba (Ex 17, 1-7 e Nm 20, 1-13); dois textos do Decálogo (Ex 20, 1-17 e Dt 5,6-21); quatro calendários litúrgicos (Ex 23, 14-19; 34, 18-23; Lv 23; Dt 16,1-16). Poderiam ser citados vários outros exemplos”. As incoerências internas ao texto bíblico são várias vezes apontadas, como em Êxodo 2, 18, “Os textos não concordam quanto ao nome e à pessoa do sogro de Moisés. Aqui temos Ragüel, sacerdote de Madiã; em 3,1; 4,18; 18,1 ele se chama Jetro. Nm 10,29 fala de Hobab, filho de Ragüel, o madianita, e Jz 1,16; 4,11, de Hobab, o quenita”.
O papa Pio XII, na encíclica Divino Afflante Spiritu, disse que "hoje em dia esta arte que sói chamar-se crítica textual [...], com toda a razão se aplica também aos Livros Santos, precisamente pela reverência devida à palavra de Deus. De fato o seu fim é reconstruir com toda a possível perfeição o texto sagrado, expurgá-lo das alterações nele introduzidas por culpa dos copistas, mudando-o das glosas e lacunas, transposições e repetições de palavras, e de toda espécie de erros que costumam infiltrar-se na transmissão plurissecular de obras manuscritas", e recomendou aos estudiosos que "não desprezem nenhuma descoberta da arqueologia ou da história antiga ou da ciência das antigas literaturas, que possa servir ao melhor conhecimento da mentalidade dos antigos escritores, do seu modo e arte de raciocinar, narrar e escrever", a fim de contribuir para "a boa solução de problemas até agora ainda mal solucionados e obscuros".

## Crítica literária
Já para a crítica literária é importante tentar compreender as intenções do(s) autor(es), bem como os gêneros, estilos  e convenções literárias em uso, o contexto cultural, os conceitos sobre história e as crenças, temas e ideologias que circulavam na época, fatores que influem nos propósitos da escrita (considerando para qual audiência ela foi dirigida e que resposta os autores pretendiam conseguir) e na maneira com que os fatos históricos são trabalhados, justificados e apresentados ao leitor. A crítica literária permaneceu marginal até a década de 1970, quando passou a receber grande atenção, desencadeando uma grande expansão nos estudos bíblicos. Na opinião de Alter & Kermode, a análise literária deve vir primeiro, porque se não entendemos claramente o que o texto está dizendo, ele terá pouco valor para qualquer outro tipo de estudo.

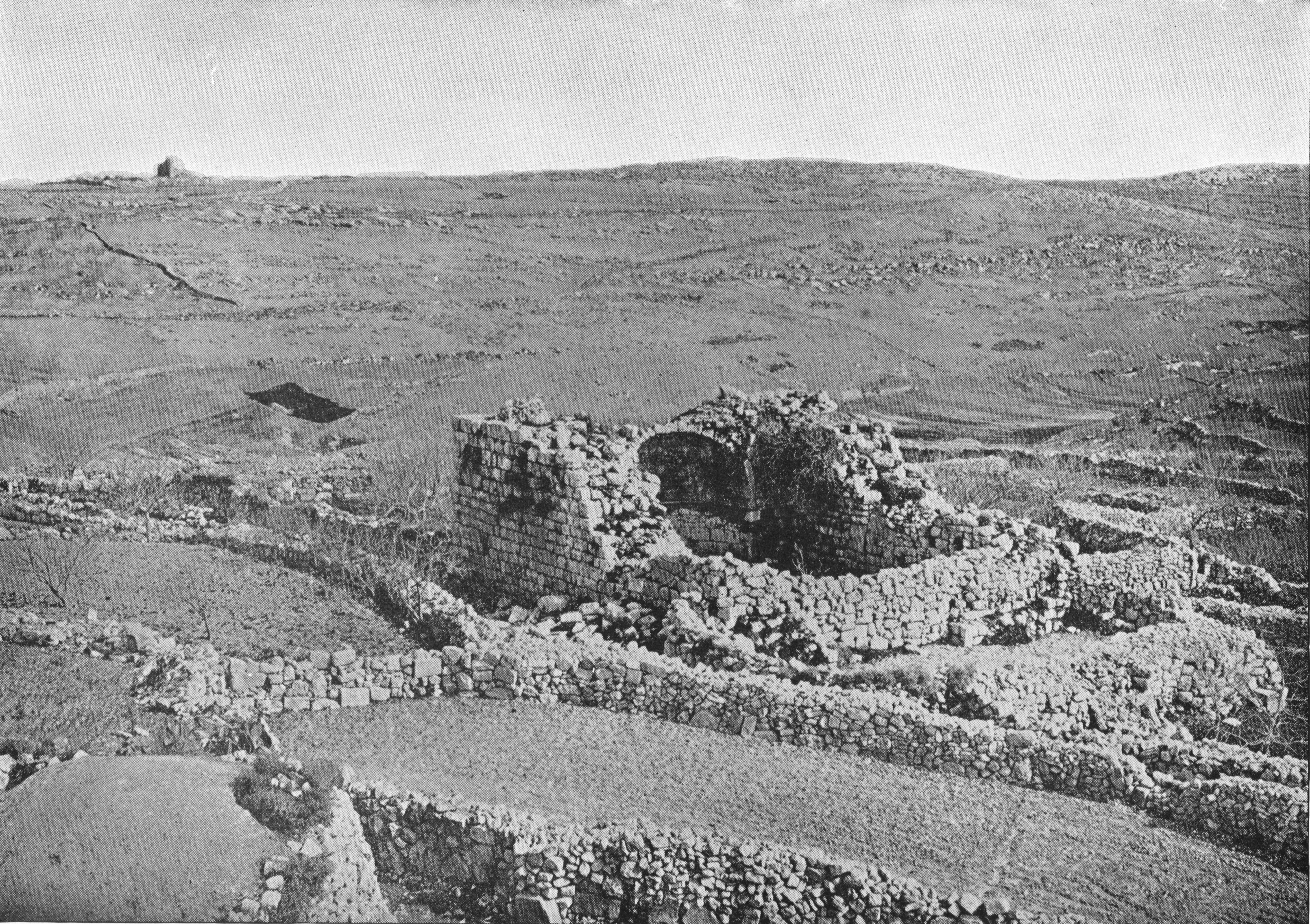
Ruínas de Betel

Segundo o professor R. Ackroyd, da Universidade de Londres, o entendimento da composição da Bíblia hebraica passa também pela análise literária comparativa entre os documentos hebraicos e outras literaturas da época, como os textos cananeus antigos. De acordo com ele, “os salmos, seja no próprio livro de salmos ou espalhados pelos livros históricos e proféticos, não tiveram origem graças às simples atividades de autores israelitas ou judeus, poetas que foram oficiais dos santuários ou mesmo indivíduos. Não importa quantos motivos e alusões especificamente judaicos apareçam neles, suas fontes residem em tempos muito mais antigos, como pode ser visto pela existência de poesia cananeia antiga nos documentos de Ugarite de Ras Shamra, datando de 1 400 a.C. [...] A lenda do santuário de Betel providencia um bom exemplo do processo pelo qual uma tradição antiga, obviamente pré-israelita, foi incorporada e batizada pelo uso israelita. Ela relata como o nome do lugar Luz foi substituído pelo novo nome Betel, 'casa de Deus' (El). [...] A história é complexa, contendo elementos de diferentes tradições".
Para Philippe Abadie, é necessário ter em mente que a Bíblia expressa a forma como os hebreus reinterpretaram sua própria história, e explicita que a tarefa do historiador é confrontar documentos independentes buscando uma melhor compreensão de um objeto passado. E acrescenta: "Ora, não temos nada disso aqui. Nenhum traço do êxodo nas fontes egípcias... nenhuma menção de um reino israelita poderoso no século X na documentação contemporânea... A Bíblia por único testemunho? Mas o testemunho é confiável?". Para o professor da USP Marcelo Rede, "inserir a Bíblia na história implica inserir a história na Bíblia, reconhecendo nela um fenômeno cultural, fabricado por sociedades humanas em uma série de contextos sociais concretos. É nesse sentido que os estudos sobre a memória cultural e sobre o trauma coletivo enquanto fenômeno histórico e literário foram fundamentais para se entender melhor boa parte das narrativas bíblicas. Muitas delas só são compreensíveis historicamente como resultado do trauma representado pelo cativeiro babilônico. A conquista do Reino de Judá pelos babilônios, em 587 a.C., solapou pilares fundamentais da sociedade judaíta: a perda da terra e a migração forçada de parte da população; o fim da dinastia davídica; a destruição do templo de Jerusalém. O aparecimento de uma literatura de crise é parte das respostas culturais a esse trauma coletivo. [...] A invenção de um passado que se apresenta como propriamente histórico é a matriz da memória cultural bíblica, que cria e mantém a coesão e a identidade da comunidade: a fuga espetacular do Egito, a conquista heroica de Canaã, uma monarquia unificada e esplendorosa sob David e Salomão".
O consenso acadêmico hoje é de que a Bíblia é um documento como outro qualquer para a construção da história dos hebreus. Portanto, do ponto de vista historiográfico, a leitura da Bíblia envolve a mobilização de instrumentos de crítica que ajudem a ler o documento de forma objetiva – procedimento igualmente aplicado a qualquer tipo de estudo histórico. Como afirmou Herbert Niehr, "como é o caso em todas as análises historiográficas, a história não pode ser simplesmente encontrada nas fontes. As fontes apenas providenciam o material a ser explorado. Para escrever historiografia ou história de uma religião não é suficiente repetir as fontes".

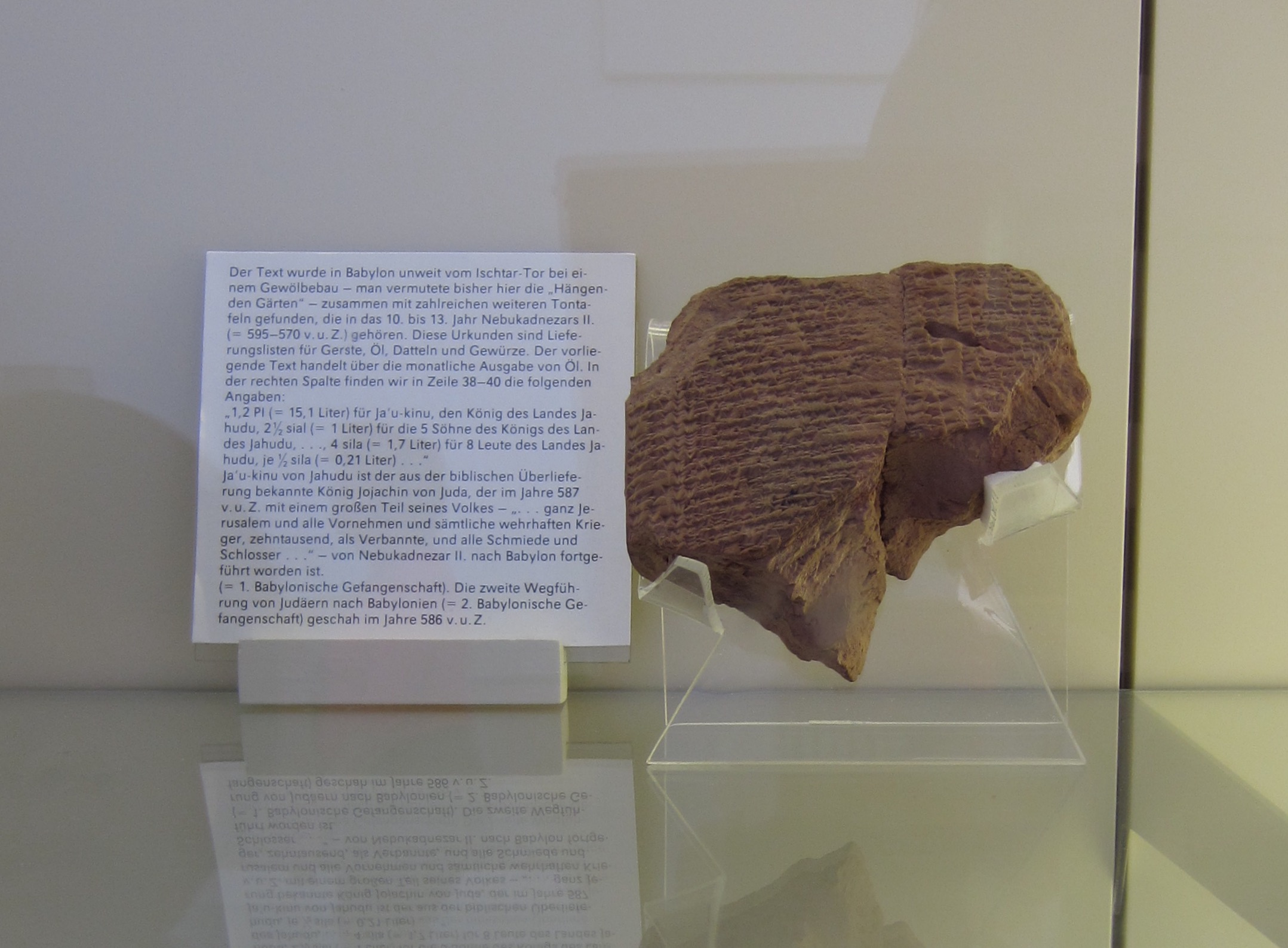
Exemplo de uma série de tabuletas de argila contendo a descrição de rações dadas a cativos hebreus encontradas nos arquivos do rei babilônico Nabucodonosor II.

Apesar das muitas invenções, exageros, erros e imprecisões existentes na Bíblia, ela não deve ser descartada em bloco como fonte historiográfica. Ela oferece uma grande quantidade de informação sobre nomes e atividades de personagens, localização e características de cidades, formas de culto, diretrizes religiosas e teológicas, organização da sociedade, movimentos políticos, estrutura econômica, ideias sobre cultura, estética, moral, que foram confirmadas por outras fontes ou por evidências arqueológicas, e que são vitais para a compreensão e reconstrução da história da Palestina entre os séculos IX a.C e I d.C., contendo reminiscências de tempos ainda mais recuados. Por exemplo, fontes extra-bíblicas ou arqueológicas confirmaram a existência dos reis Jeconias, Manassés, Menaém e Peca, a construção do Túnel de Ezequias, o assédio de Jerusalém e o cativeiro na Babilônia, e vários outros pontos.
Para os fundamentalistas aderentes do literalismo bíblico, a Bíblia permanece uma fonte de autoridade infalível e inquestionável não apenas nos aspectos doutrinais e espirituais, mas também em seus aspectos históricos e científicos, rejeitando análises contextuais e os métodos científicos modernos.

## A questão do monoteísmo

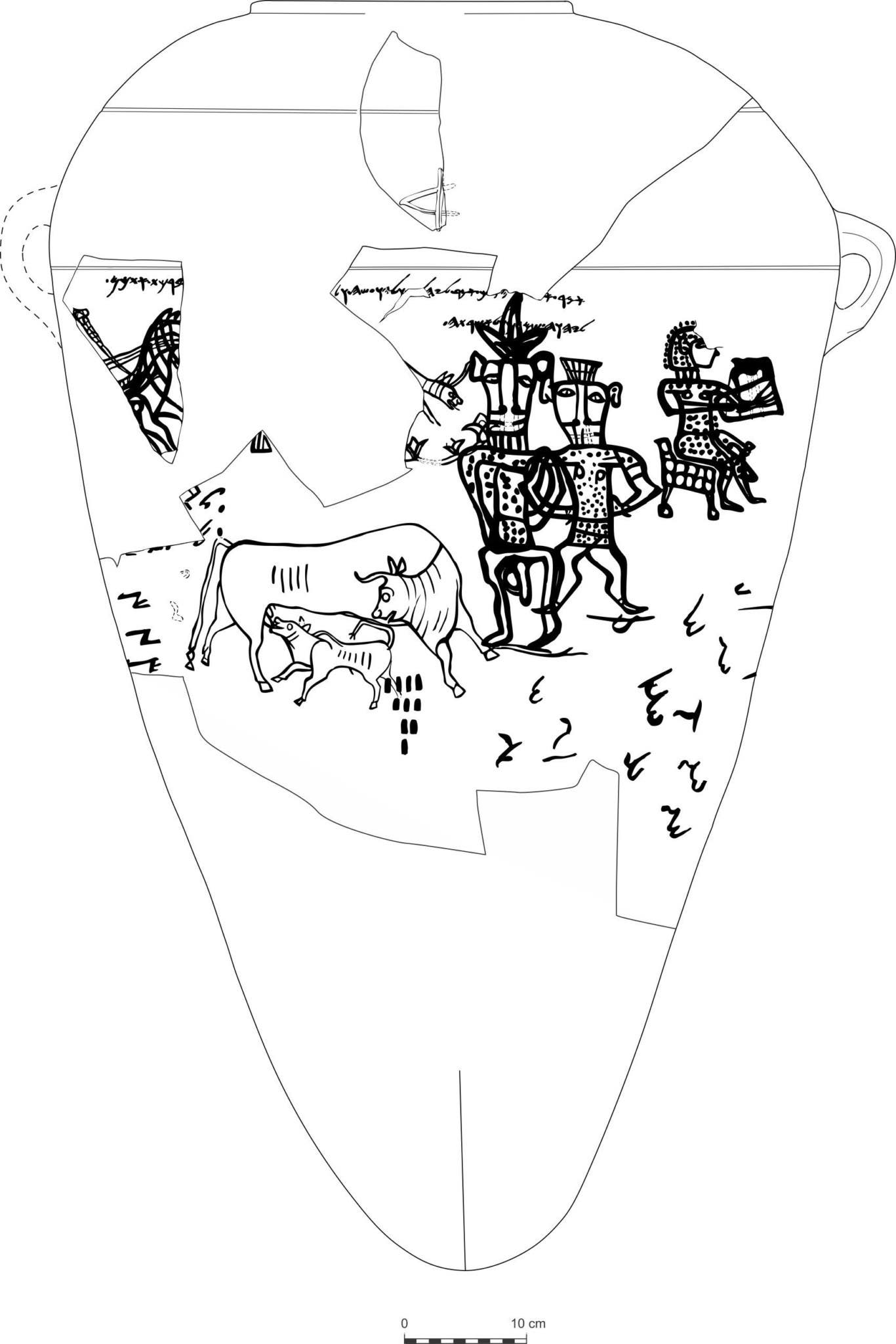
Yahweh representado em inscrição hebraica (século VIII a.C.): “Eu te abençoou por Yahweh de Samaria e sua Aserá”

Uma das preocupações dos historiadores hoje é descobrir em que momento e de que forma emergiu o monoteísmo hebraico. A maior parte dos autores está de acordo que o surgimento de uma crença em um Deus único é tardia na história hebraica, se formulando de forma incipiente nos reinados de Josias e Ezequias, e se consolidando apenas no período do Exílio ou posterior ao mesmo. Para Mark Smith, o aparecimento do monoteísmo na religião israelense só pode ser entendido levando em consideração seu passado cananeu e a importância do contexto religioso geral da região Sírio Palestina e Mesopotâmica. De acordo com Mario Liverani “Quanto à identificação de um deus ‘nacional’, é oportuno esclarecer bem desde já que se trata de um longo processo. A adoção de Yahweh como deus das tribos israelitas, desde a fase da etnogenia, é uma evidente releitura historiográfica posterior. É indicativo o fato de que nenhum dos patriarcas, nenhum dos epônimos tribais, nenhum dos juízes e nenhum dos reis da fase formativa tenham nome javista. Esses nomes existiam (pensemos em Josué e depois em Jônatan, filho de Saul), mas em percentual modesto, não diferente e talvez inferior a outros teóforos como Ba’al, El, ‘Anat, Sedeq, Shalom e outros. Temos motivos para julgar que o culto de Yahweh tenha se tornado culto “nacional” para o reino de Judá durante os anos 900 a 850 e para o reino de Israel nos anos 850 a 800”. Os estudos comparativos demonstraram que a religião de Israel tinha profunda relação com as religiões dos reinos vizinhos no período da monarquia.
A estela de Mesha, por exemplo, traz aspectos de ideologia religiosa recorrentes na bíblia hebraica, como a adoção de um Deus nacional e dinástico (“Eu sou Mesha, filho de Quemosh”), a noção de que as derrotas políticas se devem a punições de uma deidade nervosa com seu povo (“Quanto a Omri, rei de Israel, ele tomou Moabe por muitos dias, pois Quemosh estava nervoso com sua terra”) e da ligação estreita entre Deus e o monarca (“E Quemosh disse para mim ‘Vá, capture Nebo de Israel!’”).
Até o século VIII a.C., as evidências extra-bíblicas apontam para a existência de politeísmo e sincretismo na religião hebraica. O prisma de Nimrud de Sargão II se refere à religião de Israel falando em “deuses”  As inscrições de Khribet el-Qom e Khirbet Bet-Lei, ambas datando do século VIII a.C., apontam para a inexistência de monoteísmo nessa época, embora YHWH já fosse considerado um Deus importante. A primeira referência à criação da terra concebida como uma obra divina aparece em Israel apenas no século VII a.C., numa óstraca. A crença na criação do céu não é atestada antes do Exílio. De acordo com Herbert Niehr, “a convicção de que o céu e a terra eram criações divinas foi um insight da mitologia babilônica, com a qual Judá se familiarizou apenas durante o exílio”.

## A Bíblia na História
O valor historiográfico da Bíblia é realçado porque ela não só documentou a história dos hebreus e dos primeiros cristãos — embora fragmentária e imperfeitamente —, mas também porque ajudou a criar novas histórias, na medida em que as tradições, a religião, a moral e a cultura que ela preserva em seus textos modelaram a civilização ocidental de forma decisiva em múltiplos níveis. Ela é uma base histórica e doutrinal para três grandes religiões, e criou uma tradição literária em direito próprio, de grande vigor e vasta influência na história da literatura e da crítica literária, pelo seu próprio estilo narrativo, entretecendo personagens, eventos e doutrinas com poderosos símbolos, eficientes figuras de linguagem, mensagens edificantes e imagens poéticas. Arquétipos, temas, símbolos e imagens extraídos da Bíblia são lugares-comuns na poesia e na prosa do Ocidente, servindo de modelo para a construção de personagens, enredos e a própria estrutura de muitas obras. Sem a Bíblia seriam impensáveis criações importantes como A Divina Comédia (Dante), Paraíso Perdido (Milton), O Idiota (Dostoievski), José e Seus Irmãos (Mann), entre muitas outras. Para o crítico literário Northop Frye, a Bíblia é "o grande código" da cultura e da arte ocidentais, e "certamente é um elemento da maior grandeza em nossa tradição imaginativa". Nenhuma outra obra literária foi e permanece sendo tão estudada, citada, comentada e traduzida na história da humanidade. Segundo David Biema, "a Bíblia é o livro mais influente de todos os tempos. Ela fez mais para dar forma à literatura, à história, ao entretenimento e à cultura do que qualquer outro livro jamais escrito. Sua influência sobre a história mundial não tem paralelos, e não dá sinais de que esteja diminuindo. Até mesmo a cultura pop é profundamente influenciada pela Bíblia".